# Carré Otis
Carré Brennan Otis (ur. 28 września 1968 w San Francisco) – amerykańska modelka.

## Życiorys

### Wczesne lata
Urodziła się w San Francisco w Kalifornii jako córka Carol Otis (z domu Dimit), zawodowej fundraiser, i Jamesa Morrowa Otisa, prawnika. Wychowała się w hrabstwie Marin razem ze swoją starszą siostrą Christine „Chrissie” K. Otis (ur. 1967), agentką modelek, i młodszym bratem Jordanem Otisem, asystentem reżysera. Ukończyła John Woolman School w Nevada City w Kalifornii i prywatną szkołę średnią Marin Academy w San Rafael.

### Kariera
W wieku 16 lat rozpoczęła karierę modelki, kiedy w San Francisco została odkryta przez Johna Casablancasa, który zaproponował jej kontrakt z agencją Elite Model Management francuskiego wydania „Elle” w kwietniu 1986. Wkrótce zaczęła pojawiać się na wybiegach w San Francisco, Nowym Jorku i Paryżu. Podpisała kolejne kontrakty w Londynie i Mediolanie. W ciągu następnych kilku lat stała się ikoną czasopism mody, pojawiając się na okładkach amerykańskich i zagranicznych wydań magazynów takich jak „Vogue”, „Harper’s Bazaar”, „Cosmopolitan”, „Allure”, „Mirabella” i „Marie Claire”. Na wybiegu prezentowała kolekcje takich domów mody, projektantów i marek jak: Max Mara, Dolce & Gabbana, Gucci, Ermanno Scervino, Todd Oldham i Donna Karan.  Wzięła udział w licznych kampaniach reklamowych, takich firm jak: Calvin Klein, Anna Molinari, Ralph Lauren, Bergdorf Goodman, Giorgio Armani, Blumarine, Guess, L’Oréal i Revlon. W 1996 jej zdjęcia pojawiły się w kalendarzu firmy Pirelli. W 2005 reklamowała linię biżuterii firmy Breil.
W 1989 wzięła udział w przesłuchaniu do roli Emily Reed w dramacie erotycznym Zalmana Kinga Dzika orchidea (Wild Orchid) u boku Mickeya Rourke’a i Jacqueline Bisset, co było również jej debiutem filmowym. Występ przyniósł jej nominację do Złotej Maliny w kategorii najgorsza nowa gwiazda. Później opisała to jako „bardzo trudne doświadczenie”, choć publiczność mogła tak tego nie odebrać. Swoją walkę przypisuje temu, że jest niewyszkoloną i niedoświadczoną aktorką bez agenta, kręci film w obcym kraju i jest wykorzystywana „na każdym poziomie”. Później pozwała Kinga i producentów za napastowanie seksualne i wykorzystywanie. Pozwała producentów Dzikiej orchidei, Kruger-Brent Group za sprzedaż fotosów z ostatniego filmu i najbardziej dosadnej sceny seksu magazynowi „Playboy” (w czerwcu 1990), bez jej zgody. Zdjęcia ze sceny pojawiły się też w kwietniu 1990 w niemieckim magazynie „Kino”.
W 2000 wzięła udział w sesji zdjęciowej kostiumów kąpielowych dla „Sports Illustrated” i pozowała dla magazynu „Playboy”. Wystąpiła potem jako Kate w dreszczowcu klasy B Osaczony (Exit in Red, 1996) w reżyserii Yurka Bogayevicza z Mickeyem Rourke i Anthonym Michaelem Hallem, w roli Elaine Johnston w Jima O’Malleya w niezależnym filmie fabularnym Simon Says (2000) z udziałem Uda Kiera i jako Kathleen w sensacyjnym dramacie wojennym Sidneya J. Furiego Going Back (Under Heavy Fire, 2001) u boku Caspera Van Diena.
W 2021 oskarżyła szefa agencji Elite Model Géralda Marie o gwałt i przemoc seksualną.

## Życie prywatne
W 1990 poznała Mickeya Rourke’a, za którego wyszła za mąż 26 czerwca 1992. Para miała burzliwy związek, w którym Rourke miał pozew o przemoc domową, a Otis przyznała się do uzależnienia od heroiny. W końcu małżeństwo zakończyło się rozwodem w grudniu 1998. W 2003 poznała Matthew Suttona, naukowca w dziedzinie ochrony środowiska, którego poślubiła 17 grudnia 2005. Mają dwie córki: Jade Yeshe (ur. 11 listopada 2006) i Kayę Elizabeth Drolmę (ur. 7 czerwca 2008).
Carré ozdobiła swoje ciało pięcioma tatuażami: anioła na plecach, Thunderbird (legendarne stworzenie w historii i kulturze niektórych rdzennych mieszkańców Ameryki Północnej; uważany za nadprzyrodzoną istotę o mocy i sile) na jej nadgarstku, różę i japoński znak pokoju na prawej kostce oraz tybetański symbol na lewej kostce. Jest wyznawczynią buddyzmu.